# Bermont
Bermont es una comuna francesa situada en el departamento del Territorio de Belfort, de la región de Borgoña-Franco Condado.
Los habitantes se llaman Bermontois.

## Geografía
Está ubicada a orillas del río Savoureuse, a 6 km al sur de Belfort. Forma parte de la aglomeración urbana de esta ciudad.

## Demografía
| 110 | 123 | 174 | 226 | 234 | 280 | 347 | 391 |
| Para los censos de 1962 a 1999 la población legal corresponde a la población sin duplicidades (Fuente: INSEE [Consultar]) |     |     |     |     |     |     |     |